# Charles-Guillaume-Ferdinand de Brunswick-Wolfenbüttel
Pour les articles homonymes, voir Brunswick et Wolfenbüttel.
Charles-Guillaume-Ferdinand de Brunswick-Wolfenbüttel (en allemand : Karl Wilhelm Ferdinand von Braunschweig-Wolfenbüttel), né le 9 octobre 1735 à Wolfenbüttel et mort le 10 novembre 1806 à Ottensen, est un aristocrate allemand du Saint-Empire romain germanique, duc de Brunswick-Lunebourg et prince de Wolfenbüttel de 1780 à sa mort.
Il est particulièrement célèbre en tant que commandant en chef de l'armée austro-prussienne en 1792, à la fois par le célèbre manifeste de Brunswick (25 juillet) et par la retraite de son armée après la bataille de Valmy (20 septembre).

## Biographie

### Origines familiales et formation
Il est le fils aîné du duc Charles Ier de Brunswick-Wolfenbüttel (1713-1780).
Sa mère est Philippine-Charlotte de Prusse (1716-1801), fille du roi de Prusse Frédéric-Guillaume Ier, le « roi-sergent », et petite-fille par sa mère du roi de Grande-Bretagne George Ier. 
Charles-Guillaume-Ferdinand reçoit une éducation exceptionnellement large et complète[réf. nécessaire]. Au cours de sa jeunesse, il voyage aux Provinces-Unies (capitale Amsterdam), aux Pays-Bas autrichiens (capitale Bruxelles), en France et dans le Saint-Empire.
Il est le frère aîné de l’intelligente[réf. nécessaire] duchesse Anne-Amélie de Brunswick. 

### Début de carrière militaire
Il fait ses premières armes sous le commandement de son oncle Ferdinand de Brunswick-Lunebourg (1721-1792).
Il reçoit le baptême du feu en 1757, au début de la guerre de Sept Ans, pendant la campagne d’Allemagne du nord , sous le commandement du duc de Cumberland. Sa charge à la tête d’une brigade d’infanterie à la bataille de Hastenbeck lui vaut une grande réputation.
Après la capitulation de Kloster Zeven[pas clair], son oncle, qui succède à Cumberland, le persuade de continuer la guerre comme officier d’état-major.
Les exploits du « prince héritier », comme il est appelé, lui valent une réputation accrue. Il devient un maître reconnu de la guérilla[réf. nécessaire]. Dans des batailles décousues comme celle de Minden et de Warburg, il prouve qu’il est un excellent officier.

### Voyage en Europe (1763-1780)
Après la fin de la guerre de Sept Ans (1756-1763), le prince visite l’Angleterre avec son épouse, la fille du prince de Galles Frédéric. 
En 1766, il vient en France, où il est reçu avec tous les honneurs. À Paris, il fait la connaissance de Jean-François Marmontel. Il poursuit son voyage par la Suisse où il rencontre Voltaire. 
Il séjourne un certain temps à Rome où il explore les antiquités de la ville en compagnie de Johann Joachim Winckelmann. Après une visite à Naples, il revient à Paris, puis rentre dans son pays. 
Sa popularité est sans limite. Il devient rapidement un modèle de souverain[réf. nécessaire] lorsqu’il succède à son père, le duc Charles Ier, en 1780.

### Règne
Il est peut-être le meilleur représentant des despotes éclairés du XVIIIe siècle : sage, rationnel, prudent et aimable[non neutre]. 
Avec l’aide de son ministre Feronce von Rotenkreutz (de), il sauve l’État de la banqueroute provoquée par la guerre. Il ambitionne d’éviter à son duché de passer sous contrôle étranger. Dans le même temps, il continue à rendre des services importants au roi de Prusse, pour lequel il avait combattu. Il fait de son régiment un modèle et accomplit des missions diplomatiques pour le compte de ce même roi de Prusse.
Il ressemble à son oncle Frédéric le Grand sur bien des points, mais il lui manque la résolution suprême de ce roi. Souverain d’un petit pays, il ne peut déplaire aux souverains plus puissants et a tendance à une prudence excessive dans ses affaires civiles et militaires. Son habituelle prudence, si elle l’a incité, dans certains cas, à laisser certaines réformes incomplètes, le sauve souvent des échecs qui jalonnent les efforts de tant de princes libéraux de cette époque.
Enthousiasmé par la politique anti-autrichienne de la Prusse, il rejoint le Furstenbund. Il a désormais pour ambition d’être le meilleur soldat de son temps et se destine à être le commandant en chef de l’armée fédérale.

### Activités militaires de 1763 à 1791

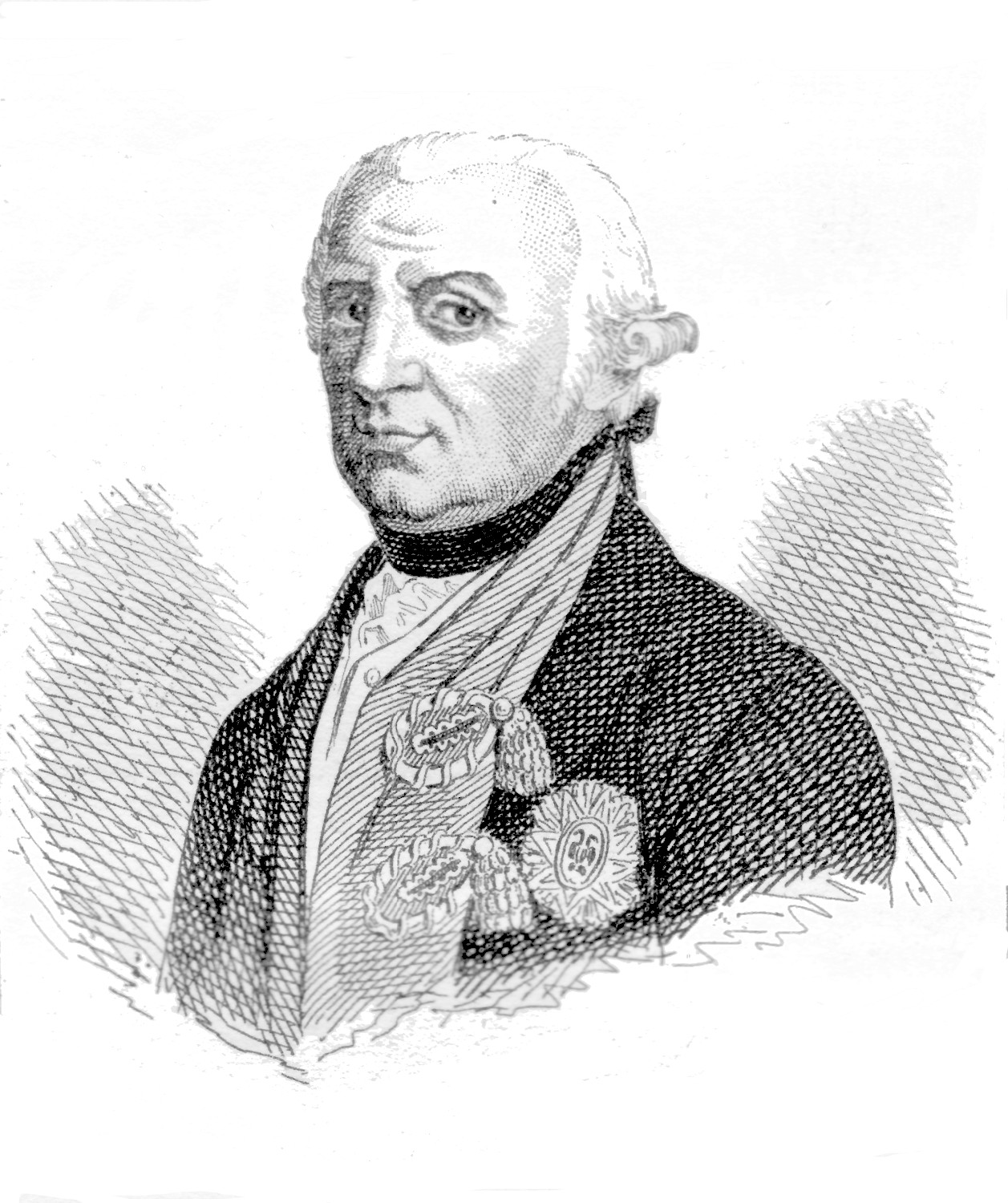
Charles II de Brunswick.

Sur le plan militaire, il intervient pendant la guerre de Succession de Bavière (1778-1779).
Dans les années suivantes, il conduit l’armée qui envahit les Pays-Bas. Son succès est si rapide et complet, presque sans effusion de sang, que cette campagne passe aux yeux des contemporains l’exemple de la campagne du général parfait.[pas clair]

### L'année 1792

#### L'entrée en guerre de la France révolutionnaire (avril)
En janvier 1792, le ministre de la guerre de Louis XVI, Narbonne, envisage de proposer au duc de Brunswick de prendre le commandement de l'armée française pour la restaurer. La France, en révolution depuis 1789, est devenue une monarchie constitutionnelle, mais l'armée est désorganisée par l'émigration de nombreux officiers. Après avoir obtenu l'accord du ministre des Affaires étrangères Lessart et du roi, il envoie François de Custine pour le sonder. 
Mais le 7 février 1792, un traité d'alliance est signé entre la Prusse et l'Autriche. Il n'accepte donc pas la proposition de Custine, mais prend le commandement des troupes coalisées de la Prusse et de l'Autriche en vue d'envahir la France et d'écraser la révolution.
Les émigrés présentent la campagne comme une promenade militaire où ils ne doivent rencontrer qu’une faible résistance.
Le 20 avril 1792, la France déclare la guerre à l'Autriche, qui reçoit le soutien immédiat de la Prusse.

#### Début de la campagne
L'armée française est effectivement mal préparée. Mais les échecs provoquent non pas l'abattement, mais la colère des sans-culottes parisiens, qui envahissent le palais des Tuileries le 20 juin, sans conséquence physique pour le roi et sa famille.
Fin juillet la situation est grave. L'Assemblée proclame la Patrie en danger et fait appel aux volontaires pour venir renforcer l'armée.

#### Le manifeste de Brunswick (25 juillet)
Le 25 juillet 1792, à Coblence, principal repaire d'émigrés, le duc de Brunswick croit utile de lancer son célèbre manifeste de Brunswick, vraisemblablement rédigé par un noble français de l’émigration, Jérôme Joseph Geoffroy de Limon. Ce manifeste menace de représailles terribles ceux qui attenteraient à la personne du roi. 

#### La chute de Louis XVI (août-septembre 1792)
Mais cela renforce les révolutionnaires parisiens, qui contrôlent une partie de la Garde nationale de Paris et sont renforcés par des bataillons de volontaires passant par Paris, notamment les bataillons marseillais. 
Le Club des jacobins (Danton, Desmoulins, Marat, Robespierre, Santerre, Hébert) organise l'insurrection qui aboutit le 10 août à la prise des Tuileries, à la suspension de Louis XVI par l'Assemblée, à l'installation de la Commune insurrectionnelle à l'Hôtel de Ville et à l'incarcération du roi et de sa famille. Il est décidé d'élire une nouvelle assemblée constituante, la Convention, dont la première séance aura lieu le 21 septembre.

#### De Verdun (2 septembre) à Valmy (20 septembre)
Brunswick fait une avance sans hâte, ponctuée par la prise de Verdun le 2 septembre, à la suite de la mort de Nicolas Beaurepaire. 
La campagne s'achève par l'échec de Valmy le 20 septembre, suivie par la retraite des alliés. C'est la première victoire des troupes françaises, incluant non seulement des troupes de ligne, mais aussi des volontaires. 
Ce succès marque l'avènement de la République : le 21 septembre (qui va devenir le premier jour de l'an I de l'ère républicaine), la Convention vote l'abolition de la royauté en France (et condamnera Louis XVI à mort le 21 janvier suivant).

### Suites de la guerre (1793-1794)
En 1793, il participe au siège de Mayence. La campagne de 1793 le révèle comme un général posé et précis. 
Après les victoires françaises de 1794, la Prusse, qui se soucie de la situation en Pologne, fait la paix avec la France (traité de Bâle), première puissance à quitter la première coalition.

### Après la paix de Bâle (avril 1795)
Mais les difficultés et désagréments au quartier général se multiplient et, quand Brunswick se trouve lui-même dans l’impossibilité de bouger ou diriger son armée sans intervention du roi de Prusse, il renonce à cette fonction et retourne gouverner son duché. 
Il n’abandonne pas entièrement le service prussien : en 1803, il accomplit avec succès une mission diplomatique en Russie.
En 1806, il perd sa femme et son fils aîné.

### Reprise de la guerre contre la France en 1806
À la demande personnelle de la reine de Prusse Louise de Mecklembourg-Strelitz, il consent à prendre le commandement l’armée prussienne pour combattre la France de Napoléon (quatrième coalition). 
Mais, à nouveau, la présence du roi de Prusse et les vues conflictuelles des nombreux conseillers de haut rang entravent son action. 

### La défaite d'Auerstaedt et la mort
Le duc est blessé lors de la bataille d’Auerstaedt. L'armée se replie devant les forces de Napoléon qui occupent Berlin. Il meurt le 10 novembre 1806, à Ottensen, près de Hambourg.
Son fils Frédéric-Guillaume de Brunswick-Wolfenbüttel (9 octobre 1771-16 juin 1815) lui succède. Il sera un des opposants les plus acharnés à la domination napoléonienne sur l’Allemagne.

## Mariage et descendance

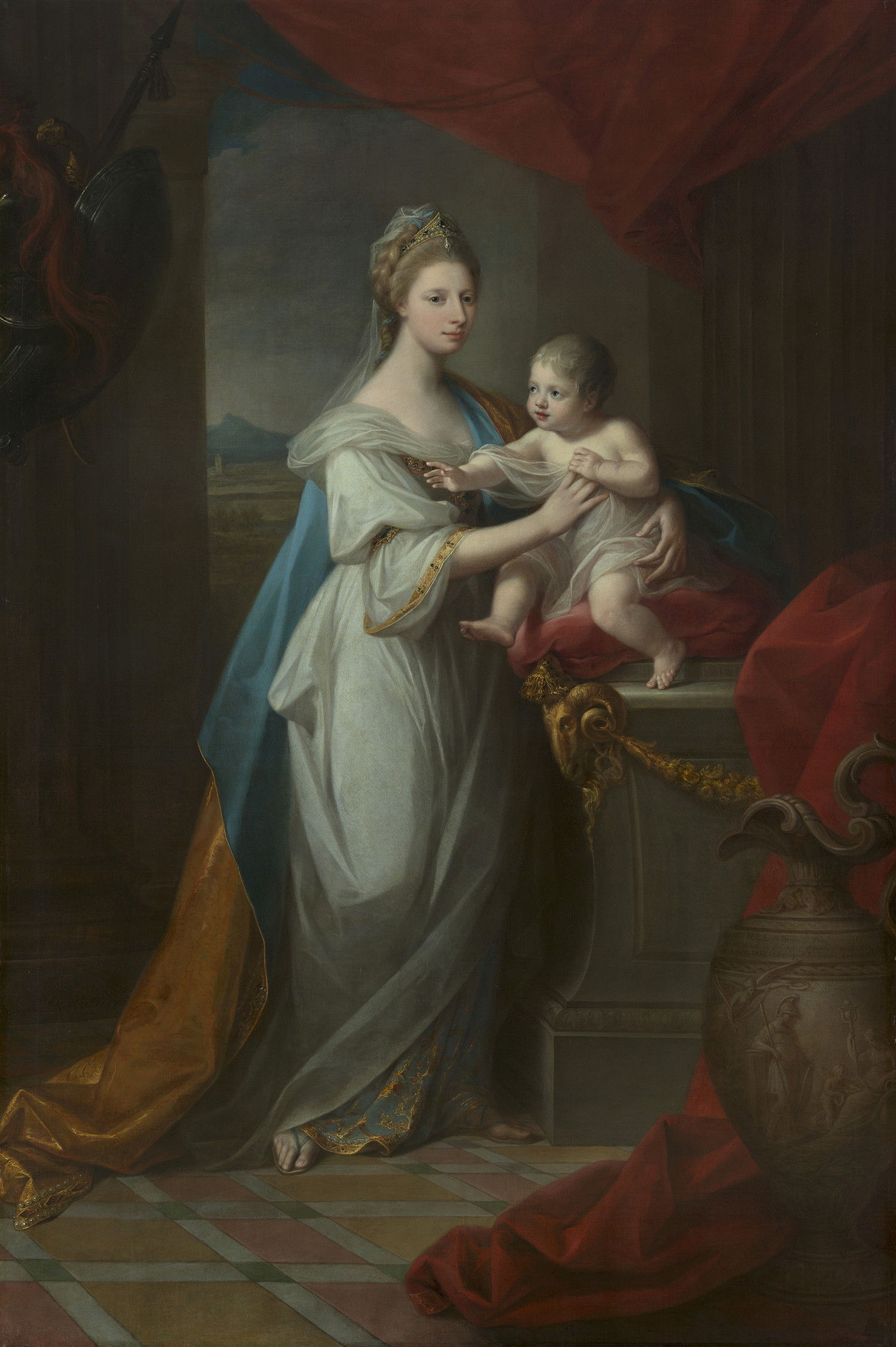
Augusta de Hanovre avec son fils Charles-Georges-Auguste (1767).

Le 16 janvier 1764, Charles-Guillaume-Ferdinand épouse sa cousine issue de germain, la princesse Augusta de Hanovre (1737-1813), fille de Frédéric de Galles, sœur de George III et petite-fille du roi George II de Grande-Bretagne. Sept enfants sont nés de cette union :
- Augusta-Caroline-Frédérique-Louise (1764-1788), épouse en 1780 le duc Frédéric III de Wurtemberg ;
- Charles-Georges-Auguste (1766-1806) épouse en 1790 Louise d'Orange-Nassau, arrière-petite-fille de George II ;
- Caroline-Amélie (1768-1821), épouse en 1795 son cousin germain le futur roi George IV du Royaume-Uni ;
- Georges (1769-1811) ;
- Auguste (1770-1820) ;
- Frédéric-Guillaume (1771-1815), duc de Brunswick-Wolfenbüttel ;
- Amélie-Caroline-Dorothée-Louise (1772-1773).